# Ширвис, Паулюс
Паулюс Ширви́с (лит. Paulius Širvys; 6 сентября 1920, деревня Падустелис Дусятской волости — 24 марта 1979, Вильнюс) — литовский поэт, журналист, редакционный работник; лауреат премии комсомола Литвы (1970), Государственной премии Литовской ССР (1973).

## Биография
В десять лет остался сиротой. В 1940 году окончил сельскохозяйственное училище в местечке Салос. В 1940—1941 годах учился в пехотном училище в Вильнюсе. В начале Великой Отечественной войны, отступая с батальоном, в Белоруссии в окрестностях Витебска попал в плен к немцам. Бежав из лагеря для военнопленных в Минске, вернулся в Литву, однако в 1942 году был схвачен и вывезен на работы в Восточную Пруссию. В 1944 году снова бежал и присоединился к наступающим советским частям. В составе 16-й стрелковой дивизии участвовал в боях (Шяуляй, Кельме, Шилуте, Курляндия. 
После демобилизации (1945) работал в районном комитете Коммунистического союза молодёжи Литвы Рокишкского района. В 1946—1954 годах работал в редакциях районных газет в Рокишкисе, Панделисе, Дукштасе, Меркине, Рудишкес. В 1954—1955 годах работал в редакции газеты „Literatūra ir menas“ («Литература ир мянас»; «Литература и искусство»). 
С 1950 года состоял членом КПСС. В 1954—1959 годах был членом ревизионной комиссии Союза писателей Литвы.  
В 1957 году окончил Высшие литературные курсы Литературного института имени А. М. Горького в Москве. В 1958—1962 годах работал в редакциях журнала для школьников „Moksleivis“ («Мокслейвис»; «Школьник») и журнала для детей и подростков „Genys“ («Гянис»; «Дятел»). 
В 1967—1969 годах работал матросом на судне дальнего плавания Клайпедского рыболовецкого флота. 
Похоронен на Антакальнисском  кладбище в Вильнюсе

## Литературная деятельность
Стихотворения публиковал с 1947 года.. В первых книгах стихотворений „Žygio draugai“ (1954), „Ošia gimtinės beržai“ (1956) преобладают отражения драматического жизненного опыта — впечатления войны, отчётливы приметы идеологии периода. В последовавших поэтических сборниках „Beržų lopšinė“ (1961), „Ir nusinešė saulę miškai“ (1969), книге избранных стихотворений „Ilgesys — ta giesmė“ (1972, 2-е издание 1977; Государственная премия Литовской ССР, 1973) своеобразно продолжается традиция напевного литовского стихотворения, образный строй близок народным песням, романсам, творчеству неоромантиков. На тексты его стихотворений написаны песни.
Писал стихотворения для детей (сборники „Vyturėliai dainorėliai“, 1965; 2-е издание 1975), „Linksmas vėjas“ (2004); посмертно издана поэма для детей „Liūnas linguoja – liūlia liūliuoja“ (2007). Перевёл на литовский язык шотландские народные песенки «Крошка Вилли Винки» („Nykštukas Vilis Vinkis: škotų liaudies dainelės“; книга издана в Вильнюсе в 1964 году с иллюстрациями Льва Токмакова), книжку русских сказок, песенок, потешек для детей «Ладушки» („Katutės: rusų liaudies pasakos ir dainelės“ с иллюстрациями Юрия Васнецова, 1964), сказку Самуила Маршака «Кошкин дом» (1969). 
Посмертно изданы книги избранной поэзии „Ir nusinešė saulę miškai“ (1984), „Tiesiu toliams rankas“ (1997; 2-е издание 2007), „O parodyt širdies negaliu... “ (2000), „Paulius Širvys: eilėraščiai“ (2011). 
Изданы книги воспоминаний о Паулюсе Ширвисе „Kol Nemunas bus... “ (1991), „Geriu žalią tylą“ (2004), „Metai su Pauliumi“ (2007), также книга его стихотворений и писем „Aš beržas“ (2014).

## Награды и звания
- Премия Коммунистического союза молодёжи Литвы (1970; за книгу стихов „Ir nusinešė saulę miškai“)
- Государственная премия Литовской ССР (1973; за сборник стихов „Ilgesys — ta giesmė“)
- Лауреат фестиваля «Весна поэзии» (1973) [3]
- Орден "Слава 3 ст." (1944)
- Два медалu "За отвагу" (1944)

## Литературная премия Паулюса Ширвиса
В связи с 75-летием со дня рождения Паулюса Ширвиса (1995) по инициативе Зарасайской публичной библиотеки была учреждена Литературная премия имени поэта (Literatūrinė Pauliaus Širvio premija) для увековечения его памяти. Сначала она вручалась раз в два года литовским поэтам за произведения на тему природы. С 2008 года премия присуждается раз в пять лет за поэтическое мастерство в воспевании красоту природы и человека, популяризацию творческой деятельности Зарасайского края. Лауреатами премии стали Марцелиюс Мартинайтис (1995), Витаутас Скрипка (1997), Стасис Йонаускас (2000), Оне Балюконите (2003), Феликсас Якубаускас (2005), Римгаудас Валентинас Грайбус (2007), Юозас Эрлицкас (2010), Антанас Й. Йонинас (2015).

## Книги
- Žygio draugai. Vilnius: Valstybinė grožinės literatūros leidykla, 1954. 76 p.
- Ošia gimtinės beržai: eilėraščiai. Vilnius: Valstybinė grožinės literatūros leidykla, 1956. 95 p.
- Beržų lopšinė: eilėraščiai. Vilnius: Valstybinė grožinės literatūros leidykla, 1961. 154 p.
- Vyturėliai dainorėliai: eilėraščiai vaikams (iliustr. Sigutė Valiuvienė). Vilnius: Vaga, 1965. 46 p.
- Ir nusinešė saulę miškai: eilėraščiai. Vilnius: Vaga, 1969. 75 p.
- Ilgesys — ta giesmė: rinktinė (dail. Petras Rauduvė). Vilnius: Vaga, 1972. 239 p.
- Vyturėliai dainorėliai: eilėraščiai vaikams (iliustr. Sigutė Valiuvienė). 2-asis leid. Vilnius: Vaga, 1975. 24 p.
- Ilgesys — ta giesmė: rinktinė (dail. Alfonsas Žvilius). 2-asis leid. Vilnius: Vaga, 1977. 244 p.
- Ir nusinešė saulę miškai: poezija, proza: rinktinė. Vilnius: Vaga, 1984. 322 p.
- Suraski tą žvaigždelę: eilėraščiai. Vilnius: Vaga, 1984. 165 p.
- Beržai baltieji broliai: eilėraščiai. Vilnius: Vaga, 1989. 143 p.
- Poezija. Vilnius: Valstybinis leidybos centras, 1993. 91 p.
- Tiesiu toliams rankas: faksimilinis poezijos rinkinys. Vilnius: Žuvėdra, 1997. 150 p.
- O parodyt širdies negaliu…: eilėraščiai. Vilnius: Žuvėdra, 2000. 179 p.
- Linksmas vėjas: eilėraščiai vaikams (sud. Martynas Vainilaitis, iliustr. Sigita Populaigienė). Vilnius: Žara, 2004. 30 p.: iliustr. ISBN 9986-34-118-3.
- Poezija (sud. Agnė Iešmantaitė). Vilnius: Žaltvykslė, 2006. 93 p. ISBN 9986-06-201-2.
- Liūnas linguoja — liūlia liūliuoja: poema vaikams (iliustr. Aušra Čapskytė). Vilnius: Alka, 2007. 27 p.: iliustr. ISBN 9955-540-21-4.
- Tiesiu toliams rankas: eilėraščiai (pakart. faks. leid.). Vilnius: Žuvėdra, 2007. 150 p.: iliustr. ISBN 978-9986-500-21-6.
- Paulius Širvys: eilėraščiai (sud. Stasys Lipskis). Vilnius: Žuvėdra, 2011. 143 p.: iliustr. ISBN 978-9955-669-85-2.

### На русском языке
- Шумят родные березы: Стихи. Авториз. пер. с литов. Д. Маркиша и Л. Миля. Москва: Советский писатель, 1961. 74 с.
- Под колючими звёздами. Художник В. Бродский. Москва: Молодая гвардия, 1976. 63 с.
- Приду я тихой ночью: Стихи. Перевод с литовского В. В. Коновалова. Вильнюс: Vaga, 1987. 118 с.
- Найди эту звездочку: Стихи. Вильнюс: Вага, 1984. (Сер. поэзии для ст. шк. возраста). 165 с.
- Березки наши зыбки. Вильнюс: Вага, 1989. 143 с.